# Tzimtzum
Tzimtzum em hebraico צמצום; romaniz.: ṣimṣūm (tb. Tsimtsum e Zimzum; lit. contração) refere-se à noção cabalística Luriânica primal da Criação do mundo por Deus; nesse primeiro ato criativo Ele contraiu Sua luz infinita (Ohr Ein Sof) gerando um espaço vazio (halal - חלל) onde pudesse vir a existir Todas as coisas, pois sem esse ato, o Tzimtzum, não haveria espaço dentro do Sem Limites (Ein Sof).

## Visão Luriânica
Isaac Luria introduziu três temas centrais no pensamento cabalístico, Tzimtzum, Shevirat HaKelim (a quebra dos vasos), Tikkun (reparo). Será tratado apenas o primeiro. ARI em seu poema; Árvore da Vida, portão Um, parte Um; diz: 
Tudo o que preenchia a existência era Uma luz simples, Ela foi chamada Luz Sem Fim, foi quando da vontade simples veio o desejo de criar o mundo e emanar as emanações que causariam a criação dos mundos; Ele restringiu-se a si mesmo, precisamente no centro, deixando um espaço vazio, foi quando a Luz se retirou do centro e a ordem foi invertida, agora a Luz que antes estava no centro circunda àquele ponto vazio, uniformemente, para que o ponto vazio circulasse, uniformemente, foi ali no ponto vazio logo após a restrição, bem no centro da Luz sem fim, que um lugar foi formado. E foi então, que da luz simples desceu, numa linha fina, dessa luz foram; emanados; criados, formados e fez todos os mundos. Mas, antes que esses quatro mundos fossem criados havia um infinito, um nome, uma maravilha, uma oculta união, nem mesmo nos anjos havia força ou realização no Sem fim, não há mente que o percepcione, pois não há lugar, limite ou Nome. - Isaque Filho de Salomão Luria, o alemão—O ARIz"l—Ari; o Santo permita que sua vela queime para sempre!

## O resultado do Tzimtzum na Cabalá Luriânica
Após o Tzimtzum e as nove sefirot superiores se converterem no lugar de Santidade; e Malkut que é o lugar que foi criado após o Tzimtzum; tornaram-se no lugar dos mundos. Deve haver uma distinção aqui (—O que foi gerado a partir daqui?).
1. Um lugar vago, que é lugar das kelipót (o desejo egoísta de receber).[12]
2. Um lugar livre, ou seja, há um lugar onde pode existir tanto um quanto o outro (Livre-arbítrio).[13]

E se não fosse pelo tzimtzum tudo seria a Luz simples e somente Ela. Pela graça obtida através do tzimtzum é que passou a existir espaço dentro dele, há dois caminhos, um que leva a santidade e o outro para a iniquidade, a abundância que se estende para dentro desse lugar a partir da escolha do bem é chamado por ARI de Luz sem fim ou sem limites (Ohr Ein Sof). O Sof recebe o nome de o desejo de fazer o bem a Sua criação—apesar de haver muitos discernimentos em relação a nomes e mundo—tudo vem de Um lugar Ein Sof que recebe o nome de O Pensamento da Criação. Os nomes Sefirá e Mundo são nada mais nada menos do que a Abundância que se estende de Ein Sof, isso significa que, para o Abaixo receber a Abundância do Acima há uma necessidade de refinar o desejo de receber e acrescentar a vontade de doar, para esse desejo de receber em prol de doar dar-se o nome de Sefirot (Veja: Sefirot).